# Manvel Gamburyan
Mavel Gamburyan (em armênio/arménio:  Մանվել Գամբուրյան; Guiumri, 8 de maio de 1981) é armeno norte-americano, ex-lutador de MMA que já competiu nas divisões peso-galo e peso-pena do UFC. Competidor profissional desde 1999, fez parte do elenco de The Ultimate Fighter 5 e já competiu na King of the Cage (KOTC) e na extinta WEC. Gamburyan é primo de Karo Parisyan.

## Carreira no MMA
Manvel fez sua estréia no MMA no Kage Kombat 12, lutando duas vezes na noite e venceu as duas. Em 2001 perdeu para o futuro campeão peso leve do UFC Sean Sherk.

## Cartel no MMA
| Cartel no MMA   |             |             |
| 26 lutas        | 15 vitórias | 10 derrotas |
| Por nocaute     | 2           | 4           |
| Por finalização | 7           | 1           |
| Por decisão     | 6           | 5           |
| No contest      | 1           | 1           |

| Res.    | Cartel    | Oponente          | Método                                | Evento                                 | Data       | Round | Tempo | Local                    | Notas                                                  |
| ------- | --------- | ----------------- | ------------------------------------- | -------------------------------------- | ---------- | ----- | ----- | ------------------------ | ------------------------------------------------------ |
| Derrota | 15-10 (1) | Johnny Eduardo    | Nocaute Técnico (socos)               | UFC Fight Night: Nogueira vs. Bader II | 19/11/2016 | 2     | 0:46  | São Paulo                |                                                        |
| Derrota | 15-9 (1)  | John Dodson       | Nocaute Técnico (socos)               | UFC on Fox: Teixeira vs. Evans         | 16/04/2016 | 1     | 0:47  | Tampa, Florida           |                                                        |
| Vitória | 15-8 (1)  | Scott Jorgensen   | Decisão (unânime)                     | UFC Fight Night: Mir vs. Duffee        | 15/07/2015 | 3     | 5:00  | San Diego, California    |                                                        |
| Vitória | 14-8 (1)  | Cody Gibson       | Finalização (guilhotina)              | UFC 178: Johnson vs. Cariaso           | 27/09/2014 | 2     | 4:56  | Las Vegas, Nevada        | Estréia nos Galos.                                     |
| Derrota | 13-8 (1)  | Nik Lentz         | Decisão (unânime)                     | UFC Fight Night: Brown vs. Silva       | 10/05/2014 | 3     | 5:00  | Cincinnati, Ohio         |                                                        |
| NC      | 13-7 (1)  | Dennis Siver      | Sem Resultado (mudado)                | UFC 168: Weidman vs. Silva II          | 28/12/2013 | 3     | 5:00  | Las Vegas, Nevada        | Havia perdido por decisão; Siver falhou no antidoping. |
| Vitória | 13-7      | Cole Miller       | Decisão (unânime)                     | UFC Fight Night: Shogun vs. Sonnen     | 17/08/2013 | 3     | 5:00  | Boston, Massachusetts    |                                                        |
| Vitória | 12–7      | Michihiro Omigawa | Decisão (unânime)                     | UFC on Fox: Shogun vs. Vera            | 04/08/2012 | 3     | 5:00  | Los Angeles, Califórnia  |                                                        |
| Derrota | 11–7      | Diego Nunes       | Decisão (unânime)                     | UFC 141: Lesnar vs. Overeem            | 30/12/2010 | 3     | 5:00  | Las Vegas, Nevada        |                                                        |
| Derrota | 11–6      | Tyson Griffin     | Decisão (majoritária)                 | UFC Live: Kongo vs. Barry              | 26/06/2011 | 3     | 5:00  | Pittsburgh, Pennsylvania |                                                        |
| Derrota | 11–5      | José Aldo         | Nocaute (socos)                       | WEC 51: Aldo vs. Gamburyan             | 30/09/2010 | 2     | 1:32  | Broomfield, Colorado     | Pelo Cinturão Peso Pena do WEC.                        |
| Vitória | 11–4      | Mike Brown        | Nocaute (socos)                       | WEC 48: Aldo vs. Faber                 | 24/04/2010 | 1     | 2:22  | Sacramento, California   | Nocaute da Noite.                                      |
| Vitória | 10–4      | Leonard Garcia    | Decisão (unânime)                     | WEC 44: Brown vs. Aldo                 | 18/11/2009 | 3     | 5:00  | Las Vegas, Nevada        |                                                        |
| Vitória | 9–4       | John Franchi      | Decisão (unânime)                     | WEC 41: Brown vs. Faber 2              | 07/06/2009 | 3     | 5:00  | Sacramento, California   | Estréia no Peso Pena.                                  |
| Derrota | 8–4       | Thiago Tavares    | Decisão (unânime)                     | UFC 94: St. Pierre vs. Penn 2          | 31/01/2009 | 3     | 5:00  | Las Vegas, Nevada        |                                                        |
| Derrota | 8–3       | Rob Emerson       | Nocaute (socos)                       | UFC 87: Seek and Destroy               | 09/08/2008 | 1     | 0:12  | Minneapolis, Minnesota   |                                                        |
| Vitória | 8–2       | Jeff Cox          | Finalização (guilhotina)              | UFC Fight Night: Florian vs. Lauzon    | 02/03/2008 | 1     | 1:41  | Broomfield, Colorado     |                                                        |
| Vitória | 7–2       | Nate Mohr         | Finalização (chave de calcanhar)      | UFC 79: Nemesis                        | 29/12/2007 | 1     | 1:31  | Las Vegas, Nevada        |                                                        |
| Derrota | 6–2       | Nate Diaz         | Finalização (lesão)                   | The Ultimate Fighter 5 Finale          | 23/06/2007 | 2     | 0:20  | Las Vegas, Nevada        | Perdeu o The Ultimate Fighter 5.                       |
| Vitória | 6–1       | Sammy Morgan      | Decisão (unânime)                     | Shooto Challenge 2                     | 02/01/2004 | 3     | 5:00  | Belleville, Illinois     |                                                        |
| Vitória | 5–1       | Jorge Santiago    | Nocaute (soco)                        | KOTC 27 – Aftermath                    | 10/08/2003 | 1     | 0:21  | San Jacinto, California  |                                                        |
| Derrota | 4–1       | Sean Sherk        | Decisão (unânime)                     | Reality Submission Fighting 3          | 30/03/2001 | 1     | 18:00 | Belleville, Illinois     |                                                        |
| Vitória | 4–0       | Pat Benson        | Finalização (guilhotina)              | Reality Submission Fighting 2          | 02/01/2001 | 1     | 2:01  | Belleville, Illinois     |                                                        |
| Vitória | 3–0       | Darren Bryant     | Finalização (chave de calcanhar)      | Kage Kombat 14                         | 05/03/1999 | 1     | 0:35  | Los Angeles, California  |                                                        |
| Vitória | 2–0       | Timothy Morris    | Finalização Técnica (estrangulamento) | Kage Kombat 12                         | 01/02/1999 | 1     | 0:16  | Los Angeles, California  |                                                        |
| Vitória | 1–0       | Danny Henderson   | Finalização (chave de braço)          | Kage Kombat 12                         | 01/02/1999 | 1     | 0:17  | Los Angeles, California  |                                                        |